# Ліува I
Ліува I (Liuba; ? — 571 або 572) — король вестготів у 568—571/572 роках. Засновник Септиманської династії.

## Життєпис
Походив зі знатного вестготського роду. Син графа Ліуверіка. Про дату народження та початок кар'єри Ліуви немає відомостей. Після смерті Атанагільда настав період міжкоролів'я, що тривав 5 місяців. Зрештою, королем у Нарбонні у 568 було проголошено Ліуву, дукса (герцога) Септіманії. Ймовірно, спочатку він знайшов підтримку лише у знаті Септіманії.
На другий рік після сходження на престол, наприкінці 568 або на початку 569 року він призначив співволодарем свого брата Леовігільда. При цьому вони дійшли згоди, що Леовігільд правитиме у Дальній Іспанії (центральна та східна частини Піренеїв), Ліуві I також дісталася Тарраконська Іспанія.
Ліува I відтоді не згадується в хроніках до моменту своєї смерті, що сталася наприкінці 571 або на початку 572 року. Цей король фактично панував лише в Септиманії. Саме він не допустив вторгнення ворогів — франків. У 569 році франки на чолі із Сігібертом I та Гунтрамном, вдерлися до південних володінь вестготів і захопили місто Арль.
Незважаючи на загрози з півночі, король зумів налагодити торговельні зв'язки з Візантією. Після його смерті наприкінці 571 або на початку 572 року владу над усіма володіннями вестготів перебрав брат Леовігільд.